# Gradowszczyzna (rejon ostrowiecki)
Gradowszczyzna (biał. Градаўшчына, Hradauszczyna; ros. Градовщина, Gradowszczina) – wieś na Białorusi, w obwodzie grodzieńskim, w rejonie ostrowieckim, w sielsowiecie Gudogaje, w pobliżu granicy z Litwą.
Współcześnie w skład wsi wchodzi także dawna miejscowość Dubniczki.

## Historia
W XIX i w początkach XX w. Gradowszczyzna i Dubniczki położone były w Rosji, w guberni wileńskiej, w powiecie wileńskim, w gminie Szumsk. Po I wojnie światowej pod administracją polską, w Zarządzie Cywilnym Ziem Wschodnich. W latach 1920–1922 w składzie Litwy Środkowej.
Od 11 kwietnia 1922 leżały w Polsce, w województwie wileńskim, w powiecie wileńsko-trockim, do 1 kwietnia 1927 w gminie Szumsk, następnie w gminie Worniany.
Po II wojnie światowej w granicach Związku Sowieckiego. Od 1991 w niepodległej Białorusi.

## Religia
W folwarku Dubniczki znajdowała się kaplica katolicka parafii w Ostrowcu, zamknięta przed 1881 i ponownie czynna w okresie II Rzeczypospolitej.
W 1939 powstał tu kościół katolicki, a w 1940 erygowano przy nim parafię św. Andrzeja Boboli, działającą do dziś.